# Earle Nelson
Earle Leonard Nelson (* 12. Mai 1897 in San Francisco; † 13. Januar 1928 in Winnipeg) war ein US-amerikanischer Mörder. Der auch als The Dark Strangler (dt.: Der dunkle Würger) oder Gorilla-Mörder bezeichnete Nelson tötete zwischen Februar 1926 und Juni 1927 vermutlich 21 Frauen.

## Leben
Nelson wurde 1897 in San Francisco als einziges Kind von James Ferrel und Frances Nelson geboren. Zehn Monate nach seiner Geburt starb Frances Nelson an den Folgen der Syphilis, weitere sieben Monate später erlag auch James Ferrel der Krankheit. Nelson wurde in die Obhut seiner Großeltern mütterlicherseits übergeben und wuchs bei den strenggläubigen Puritanern auf.
Im Mai 1918 wurde Nelson erstmals auffällig, als er sich unter dem Vorwand, der Klempner zu sein, Zutritt zu einem Haus verschaffte und dort ein zwölfjähriges Mädchen sexuell belästigte. Das Mädchen rief um Hilfe und Nelson flüchtete nach einem kurzen Kampf mit dem Bruder des Mädchens. Er wurde noch am selben Abend verhaftet, aufgrund seines Verhaltens aber in eine psychiatrische Anstalt verbracht, in das Napa State Hospital. Aus diesem flüchtete Nelson mehrfach und heiratete während seiner Flucht die 36 Jahre ältere Mary Martin. Die Ehe wurde bereits nach sechs Monaten geschieden.

### Die Morde
Die Zahl der von Nelson getöteten Frauen beläuft sich vermutlich auf 21 bis 26, meistens ist von 22 ermordeten Frauen die Rede. Im Februar 1926 strangulierte Nelson die 62-jährige Clara Newman in San Francisco. Newman gilt als das erste Opfer Nelsons. Mitunter werden ihm aber auch die sehr ähnlich begangenen Morde an Olla McCoy, Mae Murray und Lillian Weiner im Oktober und November 1925 in Philadelphia zugeschrieben. Nelson reiste durch Kalifornien und ermordete auf seinem Weg weitere Frauen, die alle gemeinsam hatten, dass sie Zimmer vermieteten. Er soll in San José, Santa Barbara und Oakland gemordet haben und zog anschließend weiter in den Bundesstaat Oregon. Dort tötete Nelson angeblich innerhalb von drei Tagen drei Frauen und setzte seine Reise fort. Im Dezember 1926 ermordete er in Kansas City angeblich zunächst eine 23-jährige Frau, drei Tage später erwürgte er Germania Harpin und tötete deren acht Monate alten Sohn Robert. Über Chicago und Detroit reiste Nelson nach Kanada, wo er im Juni 1927 in Winnipeg die 14-jährige Lola Cowan getötet haben soll. Nicht einmal 24 Stunden nach dem Mord an Cowan erschlug und vergewaltigte er sein letztes Opfer, Emily Patterson. Anschließend suchte er einen Friseur auf, bei dem getrocknetes Blut in Nelsons Haaren auffiel. Anhand eines Steckbriefes konnte er identifiziert und im Anschluss verhaftet werden.

### Der Prozess
Mit Hilfe einer Nagelfeile brach Nelson das Schloss seiner Zelle im Gefängnis von Killarney auf und flüchtete. Bereits 12 Stunden später wurde er wieder gefasst. Der Prozess wegen Mordes an Emily Patterson begann am 1. November 1927. Nelson plädierte auf Unzurechnungsfähigkeit, wurde aber trotzdem zum Tod durch Hängen verurteilt. Das Urteil wurde am 13. Januar 1928 in Winnipeg vollstreckt. Hans-Dieter Otto stuft den Fall als Justizirrtum ein, da seiner Ansicht nach Nelson geisteskrank gewesen sei.